# 1121
1121 (MCXXI) je bilo navadno leto, ki se je po julijanskem koledarju začelo na soboto.

## Dogodki

### Slovenija
- 21. december - Umrlega oglejskega patriarha Ulrika Eppenštajnskega nasledi Gerard I. Primiero. 1128 ↔

### Evropa
- januar - Poroka med angleškim kraljem Henrikom I. in belgijsko princeso Adelo Louvainsko. Kljub vsemu trudu Henriku ne uspe zaploditi zakonitega moškega potomca in s tem dediča kraljestva.
- 2. marec - Umrlega holandskega grofa Florijana II. nasledi sin Dirk VI.
- 22. april - Rim: demonstracije v podporo papeža Kalista II. proti cesarskemu nameščencu protipapežu Gregorju VIII., ki pobegne proti jugu Italije, kjer ga normanski papeževi podporniki aretirajo in dosmrtno zaprejo.
- 12. avgust - Bitka pri Didgoriju: Gruzijci pod vodstvom Davida IV. odločujoče premagajo koalicijsko seldžuško vojsko pod vodstvom atabega Ilghazija. Gruzijci so bili izgnali seldžuške nomade iz Gruzije in blokirali karavanske poti, zato je koalicija Seldžukov napadla Gruzijo. Davidu IV. uspe Seldžukom vsiliti svojo taktiko vojskovanja, kljub seldžuški skoraj desetkratni številčni premoči. Zmaga prinese Gruziji konec seldžuških vpadov in začetek širitve vpliva nad sosednja kraljestva.
- oktober - Papež Kalist II. pošlje v Nemčijo diplomatsko odposlanstvo s predlogi za razrešitev investiturnega spora. Srečanje potega v Würzburgu, na njem pa dosežejo začasno pomiritev. Nemški cesar Henrik V., naveličan dolgotrajnih uporov, sprejme večino predlogov. 1122 ↔
- 25. december - Magdeburški nadškof Norbert iz Xantena ustanovi meniški red premonstratencev, ki je še danes eden manjših redov znotraj RKC.
- oktober - Bizantinski cesar Ivan II. Komnen podeli trgovske privilegije še Pisancem. Njegov cilj je izzvati spore med italijanskimi trgovskimi mesti Genovo in Benetkami, ki so jim pretekli cesarji predali zaradi vojaške pomoči zelo velika trgovske privilegije, ti pa so siromašili cesarsko blagajno.

- Francija: dokončanje tretje, največje cerkve v opatiji Cluny, ki s tem postane največji samostanski kompleks do 16. stoletja.
- Na cerkvnem zboru v Soissonsu razglasijo eno od Abelardovih del, v katerem je razpravljal o Trojici, za heretično. Abelard je prisiljen delo javno sežgati, drugače pa ni ostalih posledic.
- Anglija: posvetitev benediktanskega samostana v Readingu, grofija Berkshire.
- Bitka pri Niekładźu: Poljaki pod vodstvom vojvode Boleslava III. Krivoustega pacificirajo pogansko in bojevito Pomeranijo in večino prebivalstva preselijo na poljsko ozemlje. Preostanek plemstva vstopi v fevdalno vez s poljskim vojvodom.
- Islandski kronist Ari Thorgilsson napiše delo o zgodovini poselitve Islandije (Íslendingabók).
- Rekonkvista: upor Kordobe proti Almoravidom. S severa ogrožajo almoravidski sultanat koalicija Aragoncev in francoskih križarjev, ki iz Zaragoze izvaja redne vpade na mavrska ozemlja. Za povrhu se v Maroku upre konfederacija berberskih plemen pod vodstvom imama Ibn Tumarta iz plemena Masmuda, ki osnuje sprva teokratsko dinastijo Almohadov. Almoravidi, ki jih vodi sultan Ali ibn Jusuf, so od tega leta naprej v defenzivi.↓
- → Aragonci osvojijo mavrski Monreal del Campo.
- Lombardski plemič Grimoald Alferanites je izvoljen za kneza Barija. Normanski apulijski vojvoda Vilijem II, sin Rogerja Borse, je prešibak, da bi uveljavil svoj interes.

### Afrika
- Umrlega hamadidskega vladarja Abd al-Aziz ibn Mansurja nasledi Jahja ibn Abd al-Aziz.
- Po neuspešnem prepričevanju v potrebnost religiozne obnove Almoravidov, se voditelj Almohadov Ibn Tumart okliče za potomca preroka Mohameda in pravega Mahdija.

### Kitajska
- V požaru je uničena pagoda Liuhe, provinca Zhejiang.

## Rojstva
- Hagani, perzijski pesnik († 1190)
- Henrik Francoski, nadškof Reimsa, sin Ludvika VI. († 1175)

## Smrti
- 18. januar - Vilijem iz Champeauxa, francoski filozof in teolog (* 1070)
- 2. marec - Florijan II., holandski grof
- 21. december - Ulrik Eppenštajnski, oglejski patriarh
- Al-Afdal Shahanshah, fatimidski vezir (* 1066)
- Abd al-Aziz ibn Mansur, hamadidski emir